# Norpansaaret
Norpansaaret är en ö i Finland. Den ligger i sjön Ylä-Luotojärvi och i kommunen Nyslott i  landskapet Södra Savolax, i den sydöstra delen av landet, 300 km nordost om huvudstaden Helsingfors. Öns area är 0,3 hektar och dess största längd är 90 meter i nord-sydlig riktning.  Notera att namnet antyder att det är fråga om flera öar.